# KRT28
KRT28 هوَ كيراتين يُشَفر بواسطة جين KRT28 في الإنسان.